# ديفيتا راي
ديفيتا راي (ولدت في 10 يناير 1998) هي ملكة جمال وموضة هندية تم تتويجها ملكة جمال الكون ديفا 2022. ستمثل الهند في ملكة جمال الكون 2022.

## مسابقة جمال
بدأت راي رحلتها في مسابقة ملكة جمال الهند في عام 2019 ، حيث تأهلت من بين أفضل ثلاث نهائيات لولاية كارناتاكا في ملكة جمال الهند 2019. في عام 2021 ، تنافست في ملكة جمال ديفا 2021 وحصلت على المركز الثاني في مسابقة ملكة جمال الكون 2021 هارناز ساندو. كما فازت بألقاب المسابقة الفرعية مثل ملكة جمال الذكاء و ملكة جمال لايف ستايل و ملكة جمال سودوكو خلال المسابقة. توجت الراي ملكة جمال ديفا يونيفرس 2022 في 28 أغسطس 2022 من قبل حامل اللقب المنتهية ولايته ، هارناز ساندو. سيمثل الراي الهند في مسابقة ملكة جمال الكون ملكة جمال الكون 2022.